# Émile Mousel
Pour les articles homonymes, voir Mousel.
Émile Mousel, né le 20 décembre 1843 à Luxembourg (Luxembourg) et mort le 15 octobre 1910 dans le quartier de Clausen à Luxembourg (Luxembourg), est un brasseur et homme politique luxembourgeois.

## Biographie
Fils du brasseur Jacques Mousel, il épouse Suzanne Gruber. De leur union, il n'y a pas eu de descendance. 
D'abord membre du conseil communal de la ville de Luxembourg de 1875 à 1904, il est nommé bourgmestre de la capitale le 24 février 1894, fonction venue à terme en 1904 lorsque Alphonse Munchen lui succède.
Le 31 mars 1896, les électeurs du canton de Luxembourg se rendent aux urnes afin d'élire un quatrième député en raison de l'accroissement de la population dans ce canton. Émile Mousel est élu par 467 voix pour 576 votants sur 1 344 électeurs inscrits.
À l'emplacement de l'entrée de la voie privée appelée « Rives de Clausen » se situait l'ancienne brasserie de la famille Mousel dans le quartier de Clausen. En son hommage, son nom est attribué à la place adjacente en 1925, la place Émile Mousel, qui sert désormais de parking.

## Décorations
- Chevalier de l'ordre de la Couronne de chêne[4] (Luxembourg)
- Chevalier de la Légion d'honneur[4] (France)
- Chevalier de l'ordre de Léopold[4] (Belgique)